# Саймон Тенсінг Де Круз
Саймон Тензінг де Круз (Simon Tensing de Cruz) (2 лютого 1954, Велика Британія) — сингапурський дипломат. Надзвичайний і Повноважний Посол Сингапуру в Україні з резиденцією в Сингапурі.

## Життєпис
Народився 2 лютого 1954 року у Сполученому Королівстві. У 1979 році закінчив університет Сингапуру зі ступенем в області політичної наук.
У 1979 році вступив на службу до Міністерства закордонних справ Сингапуру.
У 1996—1999 рр. — Надзвичайний і Повноважний Посол Сингапуру на Філіппінах.
У 2000—2004 рр. — Надзвичайний і Повноважний Посол Сингапуру в М'янмі
У 2004—2006 рр. — співробітник відділу Міністерства закордонних справ Сингапуру.
У 2006—2008 рр. — Верховний комісар Сінгапуру в Папуа Новій Гвінеї
У 2008—2012 рр. — Надзвичайний і Повноважний Посол Сингапуру в РФ
У 2009—2012 рр. — Надзвичайний і Повноважний Посол Сингапуру в Україні за сумісництвом.
З 2012 року — Надзвичайний і Повноважний Посол Сингапуру в Україні з резиденцією в Сингапурі.